# Academia da França em Roma

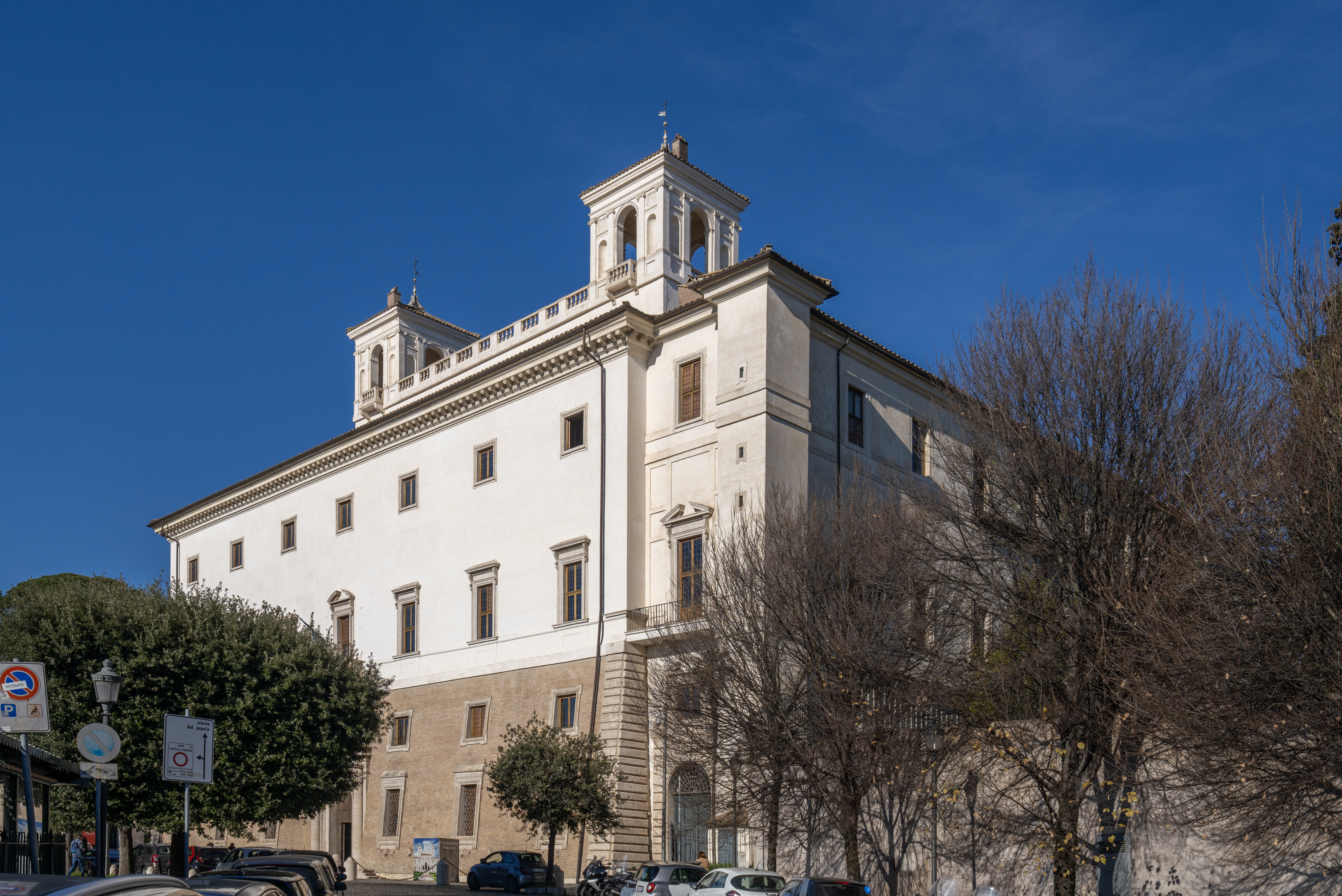
Villa Medici

A Academia da França em Roma (em francês: Académie de France à Rome) é uma instituição de ensino superior de arte e temas correlatos, instalada na Villa Medici, em Roma, Itália.
A Academia foi fundada em 1666 por Luís XIV, tendo como diretores Jean-Baptiste Colbert, Charles Le Brun e Gian Lorenzo Bernini. A Academia em seu início foi destinada a prover assistência e infraestrutura para os estudos avançados dos vencedores do Prêmio de Roma, concedido aos melhores alunos das academias reais de arte de Paris, que se dirigiam à capital italiana para entrarem em contato direto com as obras-primas da arte antiga italiana, especialmente a do Renascimento e da Antiguidade romana, uma referência para os franceses no momento da fundação, e com os melhores mestres do momento. Os alunos passavam ali vários anos, e eram obrigados a remeter periodicamente obras acabadas a Paris como prova dos seus progressos.
Depois de ser instalada nos palácios Capranica e Mancini, mudou-se para a Villa Medici em 1803, sob o império de Napoleão. Em 1941 a Villa foi confiscada por Mussolini, e a Academia se transferiu para Nice, e então para Fontainebleau, onde ficou até 1945. Em 1968 o Prêmio de Roma foi suprimido por André Malraux, e a villa romana passou para a administração do Estado, quando desde o século XIX estivera sob os cuidados do Institute de France e da Academia de Belas Artes de Paris. Doravante as disciplinas oferecidas se expandiram das artes visuais e música para abranger também a história da arte, arqueologia, literatura, teatro, fotografia, cinema, vídeo, restauro e até culinária. Os alunos ingressam não mais por concurso, mas por inscrição direta, reduzindo-se o tempo de permanência de vários anos para no máximo dois. Recentemente o prédio foi restaurado, oferecendo instalações modernas.

## Lista de diretores
- 1666-1672 : Charles Errard
- 1673-1675 : Noël Coypel
- 1675-1684 : Charles Errard

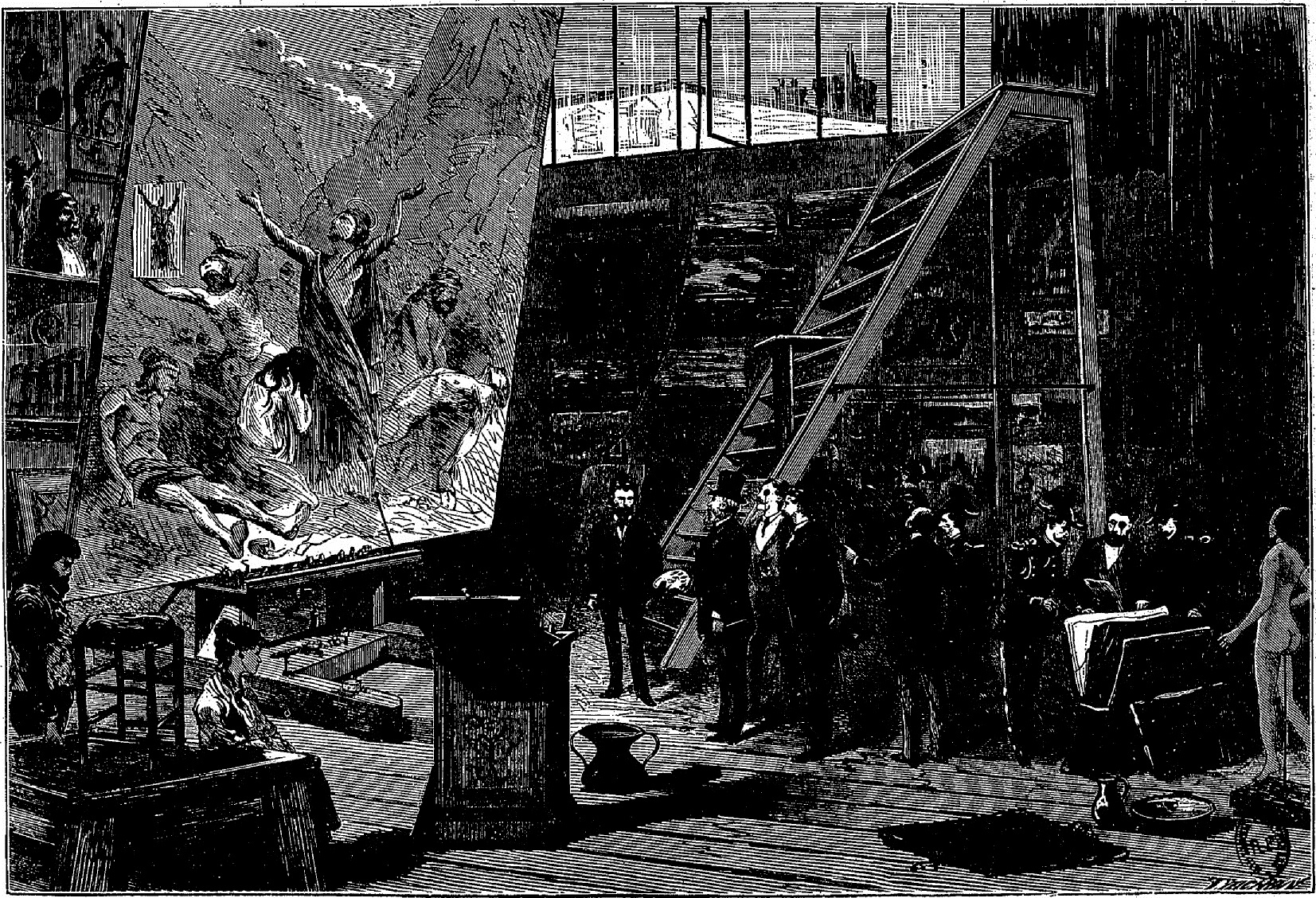
O Imperador do Brasil, D. Pedro II, visitando os ateliers da Academia da França em Roma.

- 1684-1699 : Matthieu de La Teullière
- 1699-1704 : René-Antoine Houasse
- 1704-1725 : Charles-François Poerson
- 1725-1737 : Nicolas Vleughels
- 1737-1738 : Pierre de L'Estache
- 1738-1751 : Jean-François de Troy
- 1751-1775 : Charles-Joseph Natoire
- 1775: Noël Hallé
- 1775-1781 : Joseph-Marie Vien
- 1781-1787 : Louis Jean François Lagrenée
- 1787-1792 : François-Guillaume Ménageot
- 1792-1807 : Joseph-Benoît Suvée
- 1807 : Pierre-Adrien Pâris
- 1807-1816 : Guillaume Guillon Lethière
- 1816-1823 : Charles Thévenin
- 1823-1828 : Pierre-Narcisse Guérin
- 1829-1834 : Horace Vernet
- 1835-1840 : Jean-Auguste-Dominique Ingres
- 1841-1846 : Jean-Victor Schnetz
- 1847-1852 : Jean Alaux
- 1853-1866 : Jean-Victor Schnetz
- 1866-1867 : Joseph-Nicolas Robert-Fleury
- 1867-1873 : Ernest Hébert
- 1873-1878 : Jules Eugène Lenepveu
- 1879-1884 : Louis-Nicolas Cabat
- 1885-1890 : Ernest Hébert
- 1891-1904 : Jean-Baptiste-Claude-Eugène Guillaume
- 1905-1910 : Charles-Emile-Auguste Durand
- 1913-1921 : Albert Besnard
- 1921-1933 : Denys Puech
- 1933-1937 : Paul-Maximilien Landowski
- 1937-1960 : Jacques Ibert
- 1961-1977 : Balthazar Klossowski de Rola
- 1977-1984 : Jean Leymarie
- 1985-1994 : Jean-Marie Drot
- 1994-1997 : Pierre-Jean Angremy
- 1997-2002 : Bruno Racine
- 2002-2008 : Richard Peduzzi
- 2008-2009 : Frédéric Mitterrand